# Demetrio Calcondila

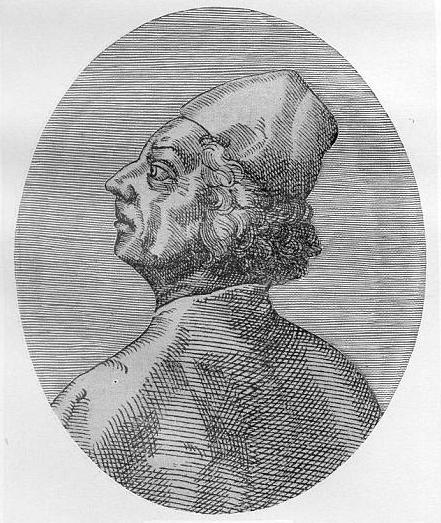
Demetrio Calcondila

Demetrio Calcondila (in greco Δημήτριος Χαλκοκονδύλης?, Demétrios Kalkokondýles, in latino Demetrius Chalcocondyles) (Atene, agosto 1423 – Milano, 9 gennaio 1511) è stato un umanista greco.

## Biografia
Demetrio Calcondila apparteneva ad una famiglia aristocratica, culturalmente (tra i membri lo storico Laonico) e politicamente preminente nel ducato di Atene governato dalla famiglia fiorentina degli Acciaiuoli.
Alla morte nel 1435 di Antonio I Acciaiuoli, la sua vedova, Maria Melissena, imparentata con i Calcondila, volendo sottrarre il ducato agli eredi fiorentini incaricò Giorgio Calcondila, zio di Demetrio e capo del partito nazionalista filoellenico, di recarsi presso il sultano Murad II per ottenere il riconoscimento formale del nuovo governo. Una rivolta della fazione degli Acciaiuoli però prese il potere ad Atene ed insediò i due nipoti di Antonio I. I Calcondila, e tra questi probabilmente Demetrio, fuggirono da Atene rifugiandosi nel Peloponneso.
Sulla vita e sulla formazione filosofica di Demetrio in questo periodo non si hanno notizie certe, mentre si sa che nel 1449, provenendo da Atene, egli giunse a Roma, dove approfondì la sua conoscenza della filosofia platonica che ebbe modo di insegnare, insieme alla lingua greca antica, a studenti privati a Perugia.
Nel 1462 Demetrio diede prova delle sue qualità letterarie e filosofiche pubblicando un opuscolo in difesa di Teodoro Gaza, suo maestro, attaccato da un filosofo greco filoplatonico, Michele Apostolio, il quale rimproverava a Gaza di essersi accostato, lui platonico, a teorie filo-aristoteliche.
Nell'ottobre del 1463 Demetrio ottenne la cattedra di greco antico all'Università degli Studi di Padova, da dove, tra il 1471 ed il 1472, cercò di trasferirsi, con l'aiuto di influenti amici, a Firenze, riuscendoci solo nel 1475 dopo il trasferimento a Milano di Andronico Callisto che occupava la sede fiorentina al posto dell'Argiropulo.

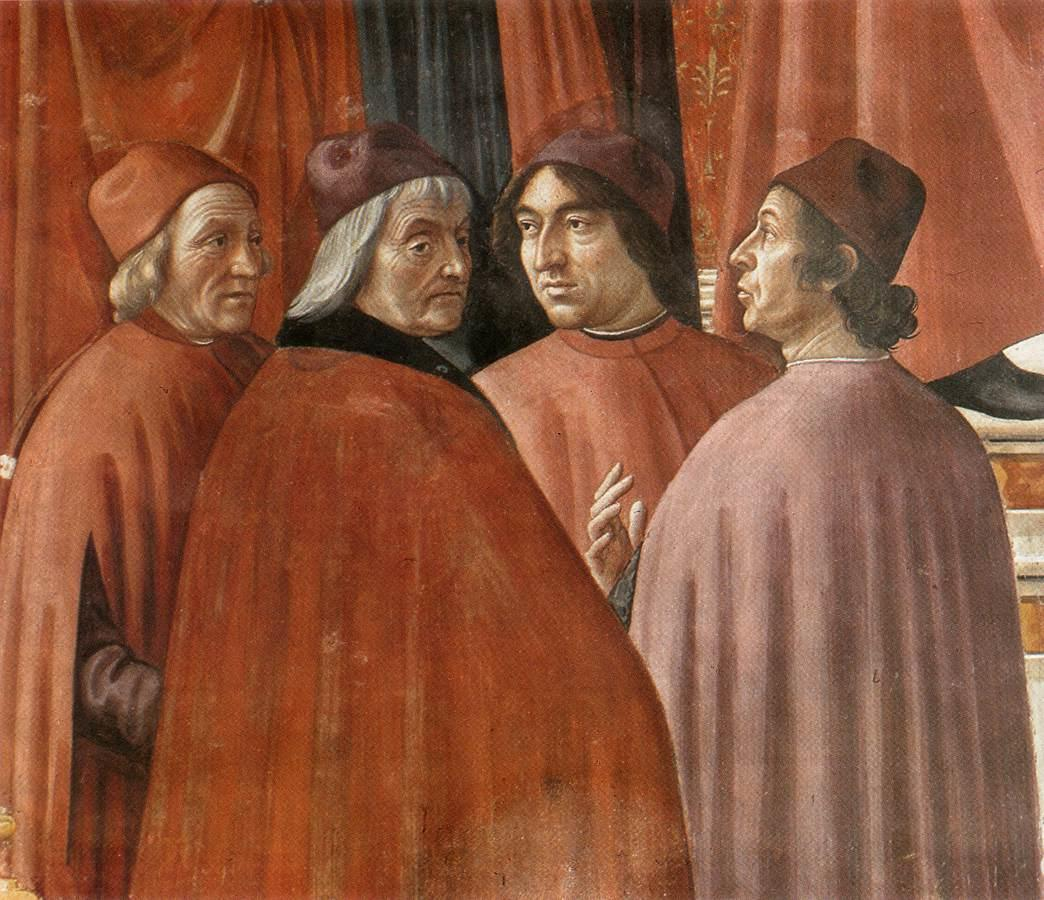
Marsilio Ficino, Cristoforo Landino, Angelo Poliziano e Demetrio Calcondila. Affresco di Domenico Ghirlandaio in Santa Maria Novella (Firenze)

Con la nomina presso lo studio fiorentino Demetrio aveva raggiunto il culmine della sua carriera accademica, pur non avendo prodotto ancora nessuna opera di rilievo che diffondesse e sostenesse la cultura greca bizantina in Italia, entrata in crisi dopo la morte di Bessarione (1472), che Demetrio aveva più volte inutilmente tentato di accattivarsi, e di Teodoro Gaza (1475).
A parte il rilievo datogli dall'affresco nel coro di Santa Maria Novella del Ghirlandaio, che lo raffigura assieme al Ficino, al Landino e al Poliziano, la quasi assenza delle fonti che lo riguardino fa pensare che la permanenza di Demetrio alla corte di Lorenzo il Magnifico non abbia contribuito a sollevare la situazione filosofica e culturale greca bizantina in Italia. La sua attività più proficua fu invece nell'insegnamento e nella lettura dei classici, avendo come discepoli Poliziano, Pico della Mirandola, Giovanni De' Medici e molti altri appassionati della lingua greca che avevano così occasione di ascoltare dal vivo uno degli ultimi sopravvissuti intellettuali di origine greca.
Nel 1484, a sessantuno anni, Calcondila si sposò con una donna, di cui non sono giunti né il nome né il casato, dalla quale ebbe dieci figli.
Nel frattempo la sua notorietà diminuì per l'opera intellettuale di Poliziano, che in concorrenza a Demetrio iniziò a leggere autori greci e, contrariamente a quegli intellettuali che come Gaza avevano esaltato l'Atene decaduta, egli magnificava Firenze come la "Nuova Ellade", dove ormai era ben diffusa la conoscenza della lingua e della letteratura greche.
Probabilmente reagendo a questa diminuzione del suo ruolo, Demetrio fece pubblicare a Firenze, il 9 dicembre 1488, la prima opera a stampa contenente gli scritti su Omero, di Erodoto, di Plutarco e di Dione Crisostomo, l'Iliade, l'Odissea, la Batracomiomachia e gli Inni.
I cattivi rapporti con i membri dello Studio fiorentino convinsero Demetrio a cercare di trasferirsi a Roma: nell'ottobre del 1488 riuscì a farsi ricevere da papa Innocenzo VIII, il quale però non soddisfece la sua richiesta.
Nel luglio del 1491 Ludovico il Moro gli offrì la cattedra di greco in Milano, che Demetrio poté accettare con l'assenso di Lorenzo il Magnifico.

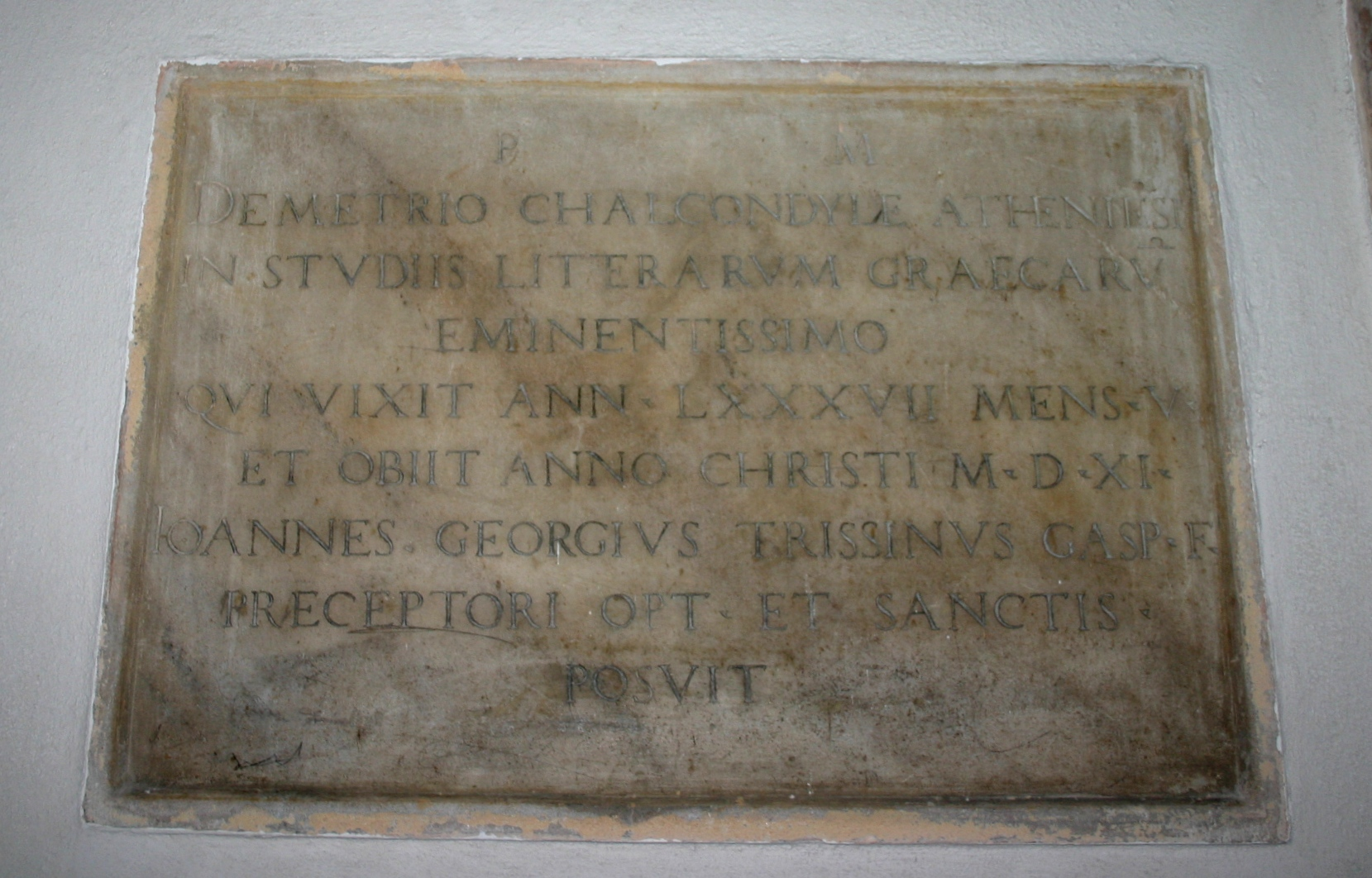
Targa marmorea che Gian Giorgio Trissino fece realizzare a ricordo del suo maestro Demetrio Calcondila nella Chiesa di Santa Maria della Passione a Milano

Alla corte del Moro Demetrio ebbe maggior successo e notorietà, tanto da convincersi a pubblicare nel 1494 a Milano l'unica opera interamente sua che ci sia giunta: un manuale scolastico per l'apprendimento della lingua greca: gli ᾿Ερωτήματα. Fu in quegli anni maestro di Gian Giorgio Trissino, al quale trasmise la passione per lo studio della lingua greca antica e l'amore per la letteratura classica.
Con l'occupazione dei Francesi del Ducato milanese, Demetrio si rifugiò a Ferrara, pensando che ormai la sua carriera fosse compromessa, ma nel marzo del 1501 gli giunse l'invito di Georges d'Amboise, legato di Luigi XII, a tornare alla sua cattedra milanese.
A Milano il vecchio maestro ateniese, all'età di 78 anni, ebbe Tolomeo, il suo decimo ed ultimo figlio.
Del 1504 è l'ultima opera di Calcondila: dedicata all'arcivescovo di Parigi E. Poncher, è una traduzione in latino del parziale compendio delle Storie romane di Cassio Dione scritto da Giovanni Xifilino nell'XI secolo.
Il 9 gennaio 1511 Demetrio Calcondila, all'età di 88 anni, morì a Milano; fu seppellito nella Chiesa di Santa Maria della Passione.
Secondo Benedetto Giovio, Poliziano avrebbe criticato Calcondila come «aridus atque ieiunus» (arido e digiuno), mentre Erasmo da Rotterdam lo lodava come "probus" ed "eruditus" ma di una fondamentale "mediocritas" intellettuale. Invece il Trissino lo tenne in tale considerazione che alla morte del suo maestro fece realizzare una lapide commemorativa ancora esistente presso la Chiesa di Santa Maria della Passione.